# 索馬利亞侏儒沙鼠
索馬利亞侏儒沙鼠（學名：Microdillus peeli），是鼠科中的一個物種，也是索馬利亞侏儒沙鼠屬(Microdillus)屬內的已知唯一物種。只發現於。